# Surface de Planck
En physique, la surface de Planck est une unité de surface qui fait partie du système d'unités naturelles dites unités de Planck. Notée {\displaystyle s_{P}}, elle est déterminée uniquement en termes des constantes fondamentales de la relativité, de la gravitation et de la mécanique quantique.
Elle intervient notamment dans la thermodynamique des trous noirs, où elle correspond à une quantité d'information.

## Définition
La surface de Planck est définie comme étant la longueur de Planck élevée au carré :
{\displaystyle s_{\mathrm {P} }={\frac {\hbar G}{c^{3}}}},
où :
{\displaystyle \hbar \,} est la constante de Planck réduite,
{\displaystyle G\,} la constante gravitationnelle,
{\displaystyle c\,} la vitesse de la lumière dans le vide.
Dans le Système international d'unités :
{\displaystyle s_{\mathrm {P} }} = 2,611 5 × 10−70 m2,
avec une erreur relative de l'ordre de 12 × 10−5, principalement due à l'incertitude sur la valeur de {\displaystyle G}.

## Surface et information
Les trous noirs possèdent une entropie, s'exprimant en termes de leur surface A par la formule
{\displaystyle S_{\rm {BH}}={\frac {k_{\rm {B}}}{4}}\left({\frac {c^{3}}{\hbar G}}\right)A=k_{\rm {B}}{\frac {A}{4\ell _{\mathrm {P} }^{2}}}=S=k_{\mathrm {B} }\ln \Omega },
où kB est la constante de Boltzmann et {\displaystyle \hbar } la constante de Planck réduite. La formule ci-dessus est connue sous le nom de formule de Bekenstein-Hawking. Les indices « BH », souvent indiqués dans la littérature scientifique, peuvent soit se référer à « Black Hole » (« trou noir » en anglais) ou à « Bekenstein-Hawking ».
Par ailleurs, l'entropie est d'une manière générale proportionnelle au nombre de bits nécessaires pour décrire l'état du système considéré. Ce résultat correspond à l'interprétation en termes de bits d'informations, ce qui a été démontré par Jacob Bekenstein : la surface de Planck est le quart de l'aire dont s'accroît l'horizon d'un trou noir sphérique lorsqu'il absorbe un bit d'information.
Le nombre de bits d'informations absorbés par le trou noir est, selon cette formule, égale au quart du rapport de la surface du trou noir à la surface de Planck {\displaystyle \hbar G/c^{3}}.
Lors de l'évaporation de trous noirs, on montre que l'entropie de la matière en dehors du trou noir, plus le quart de son aire d'horizon, ne peut décroître.

## Gravitation quantique à boucles
Dans la gravitation quantique à boucles, les surfaces sont quantifiées, et la surface élémentaire est de l'ordre de la surface de Planck.